# としごろ (アルバム)
『としごろ』は、山口百恵の1枚目のスタジオ・アルバム。1973年8月21日にCBSソニーよりリリースされた。

## 解説
- 帯コピー：スター誕生! 山口百恵のファースト・アルバム キラキラした太陽のようにまぶしい14才の世界!
- 大型ポスター付き。
- デビューから僅か3ヶ月後に発売された記念すべき初アルバム。
- オリジナル6曲＋洋楽カバー6曲で構成されている。
- 2003年6月4日に発売された、全オリジナルアルバム22枚を復刻したCD-BOX『MOMOE PREMIUM』にはリマスタリング音源で収録されている（2007年9月30日には更なるマスターサウンド仕様が施された『Complete MOMOE PREMIUM』が発売された）。

## 収録曲
| 全作詞: 千家和也、全作曲: 都倉俊一、全編曲: 竜崎孝路 (注記を除く)。 |                                                 |          |            |      |
| #                                                                   | タイトル                                        | 作詞     | 作曲・編曲 | 時間 |
| 1.                                                                  | 「としごろ -人にめざめる14才-」(編曲: 都倉俊一) | 千家和也 | 都倉俊一   | 2:37 |
| 2.                                                                  | 「ひとりぼっちのあなた」                        | 千家和也 | 都倉俊一   | 3:03 |
| 3.                                                                  | 「叱らないでね」(編曲: 都倉俊一)                | 千家和也 | 都倉俊一   | 2:40 |
| 4.                                                                  | 「文通」                                        | 千家和也 | 都倉俊一   | 3:32 |
| 5.                                                                  | 「明日はいいことが…」                           | 千家和也 | 都倉俊一   | 2:51 |
| 6.                                                                  | 「あのひと」                                    | 千家和也 | 都倉俊一   | 2:49 |

| 全編曲: 野口武義。 |                    |                    |                              |              |      |
| #                  | タイトル           | 作詞               | 作曲                         | 訳詞         | 時間 |
| 1.                 | 「バケイション」   | コニー・フランシス | ハンク・ハンター             | 漣健児       | 2:28 |
| 2.                 | 「悲しき16才」     | アイ・リード       | アイ・リード                 | 音羽たかし   | 2:15 |
| 3.                 | 「可愛いベイビー」 | ドン・スターリング | ゲイリー・テムキン           | 漣健児       | 2:25 |
| 4.                 | 「レモンのキッス」 | ディック・マニング | ディック・マニング           | みナみカズみ | 2:14 |
| 5.                 | 「ボーイハント」   | ニール・セダカ     | ハワード・グリーンフィールド | 奥山靉       | 2:19 |
| 6.                 | 「大人になりたい」 | ドン・スターリング | ゲイリー・テムキン           | 漣健児       | 2:20 |

## 関連作品
- MOMOE PREMIUM
- 山口百恵 22 Original Albums Collection
- Complete MOMOE PREMIUM